# Motte castrale
« poype » redirige ici. Pour les autres significations, voir La Poype.
Vous lisez un « article de qualité » labellisé en 2008.
Pour les articles homonymes, voir Motte.

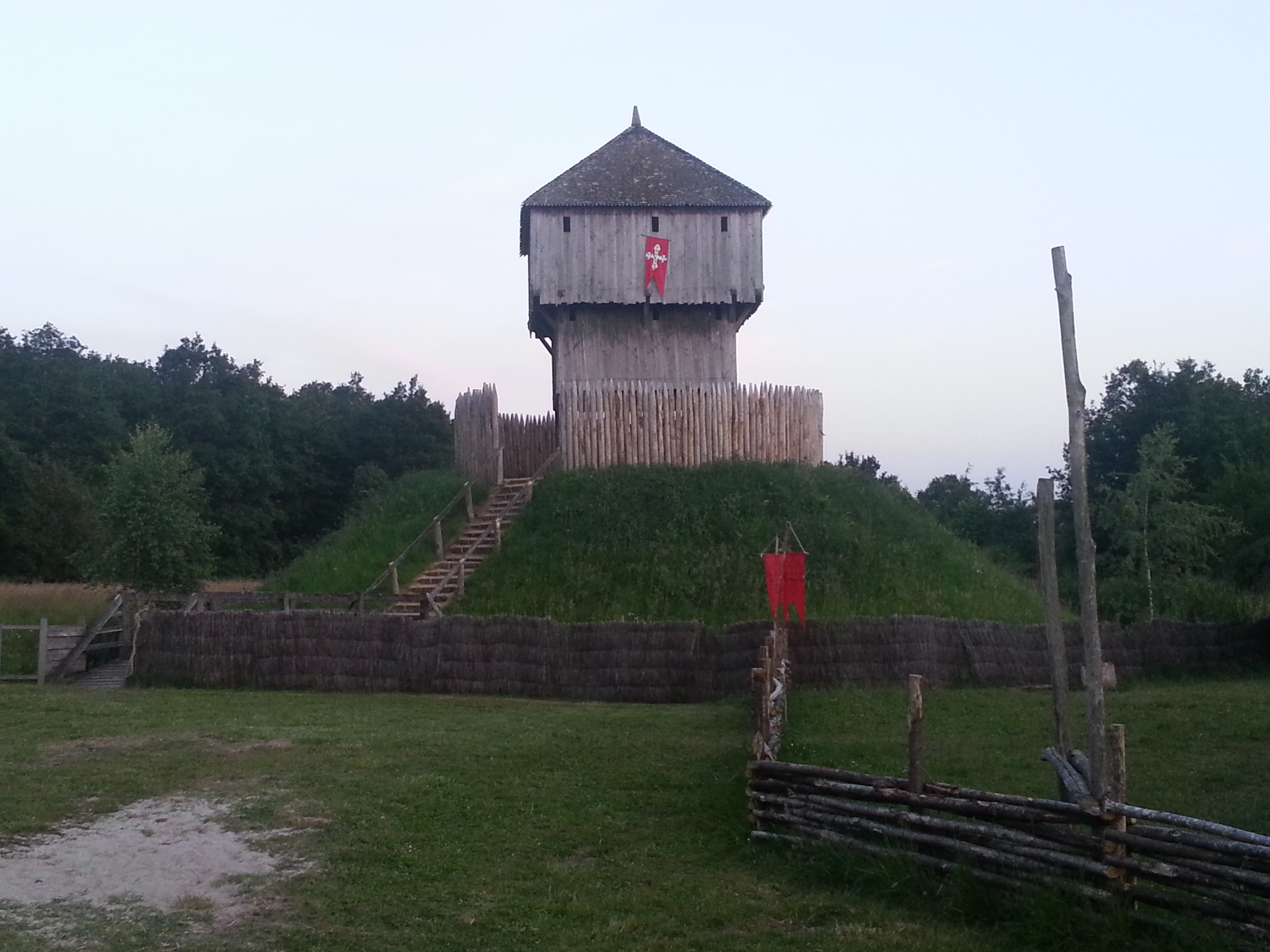
Le château à motte de Saint-Sylvain-d'Anjou, reconstitution d'une motte du XIe siècle.

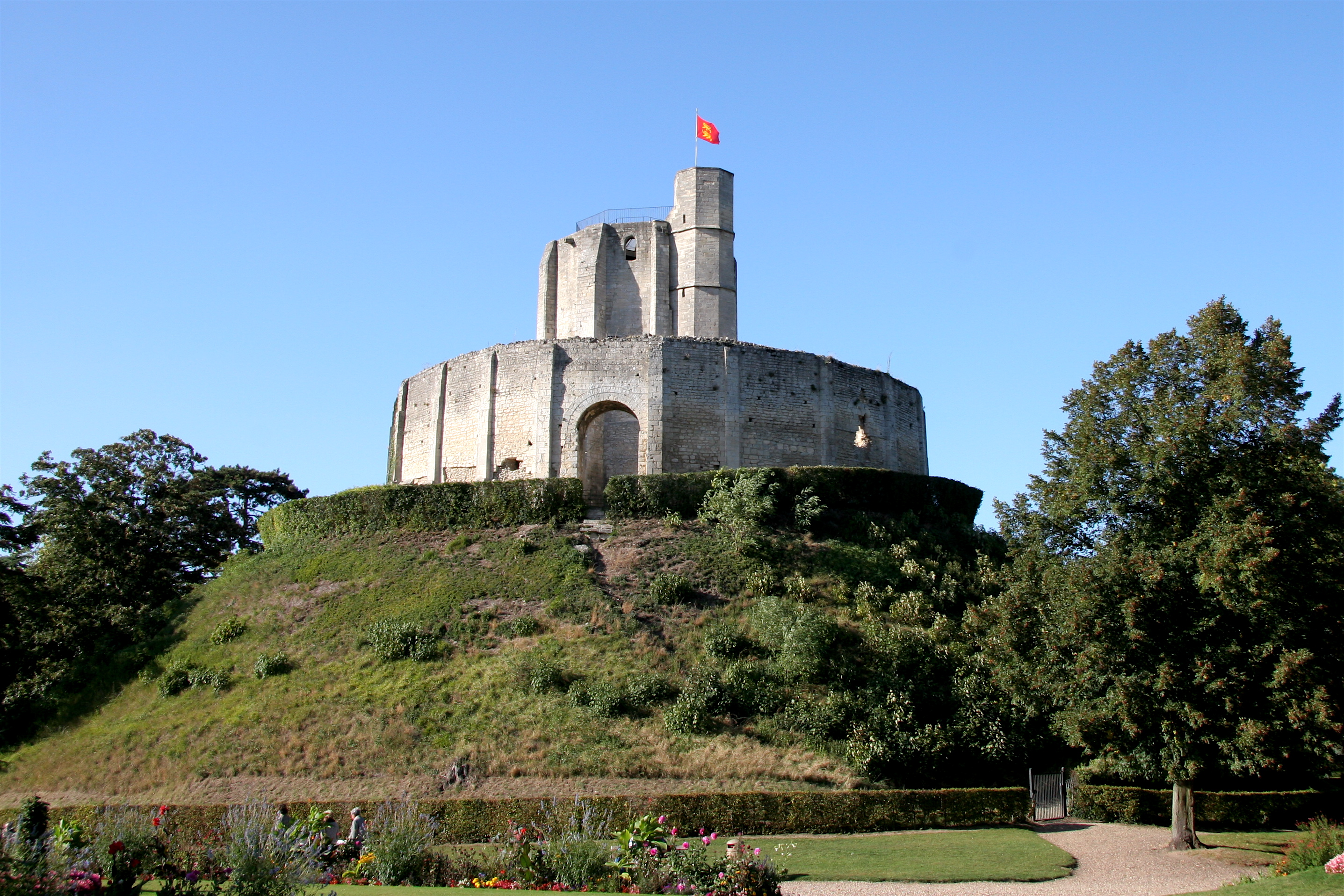
Le château de Gisors, un exemple de l'évolution de la motte castrale vers le château fort reprenant dans la pierre les trois éléments constitutifs des châteaux de l'an mil, la motte, la palissade, le donjon.

Une motte castrale, souvent appelée « motte féodale » ou parfois « poype » dans certaines régions, est un type particulier de fortification de terre qui a connu une large diffusion en Europe au haut Moyen Âge. Elle est composée d'un remblai de terre rapportée volumineux et circulaire, le tertre. Il existe plusieurs formes d'édification de ces ouvrages dans toutes les régions d'Europe. La motte castrale est remplacée par le château fort en pierre avant la fin du Moyen Âge, au moment de la renaissance du XIIe siècle qui voit le triomphe de l'architecture philippienne.
Dans la plupart des cas, le tertre était entouré d'un fossé, le sommet étant occupé par une forte palissade. Un fortin de bois y était aménagé avec une tour de guet analogue à un donjon. La motte peut être considérée comme un château fort primitif.
En Europe occidentale, au Xe siècle, l'armée carolingienne se montre trop lourde pour réagir aux rapides raids vikings et sarrasins. La défense s'organise donc localement autour des mottes, rapides à construire, et qui utilisent des matériaux peu coûteux et disponibles partout. Progressivement se distingue ainsi une élite guerrière dont la motte castrale matérialise l'autorité. Le seigneur assure la protection d'un lieu commercial ou économique (souvent un village) et la motte devient un élément dominant de l'organisation spatiale de l'an mille. Elle peut servir également de résidence seigneuriale. L'émergence du pouvoir banal sur l'ensemble du territoire au début du XIe siècle est un élément supplémentaire favorisant la généralisation des mottes, qui se développent surtout à partir du XIIe siècle selon Jean-Marie Pesez.
Le conflit d'intérêts entre les propriétaires fonciers (l'aristocratie et le clergé) et les châtelains entraîne l'émergence du mouvement de la paix de Dieu qui aboutit à redéfinir la répartition des rôles dans la société médiévale. La motte castrale est donc un élément majeur de la structuration de la féodalité dans l'Occident médiéval.

## Caractéristiques des mottes castrales

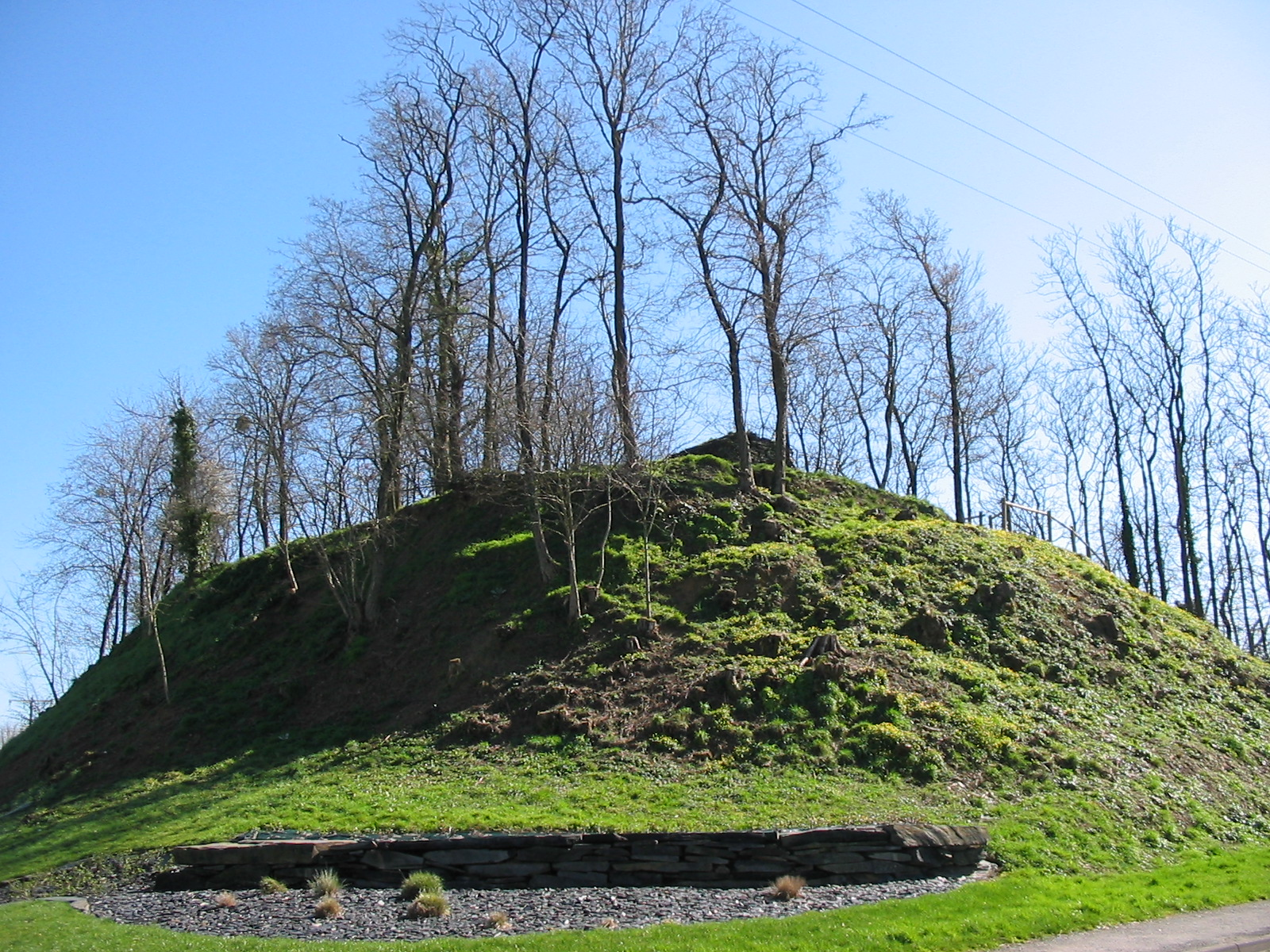
Motte castrale de La Pouëze (Maine-et-Loire).

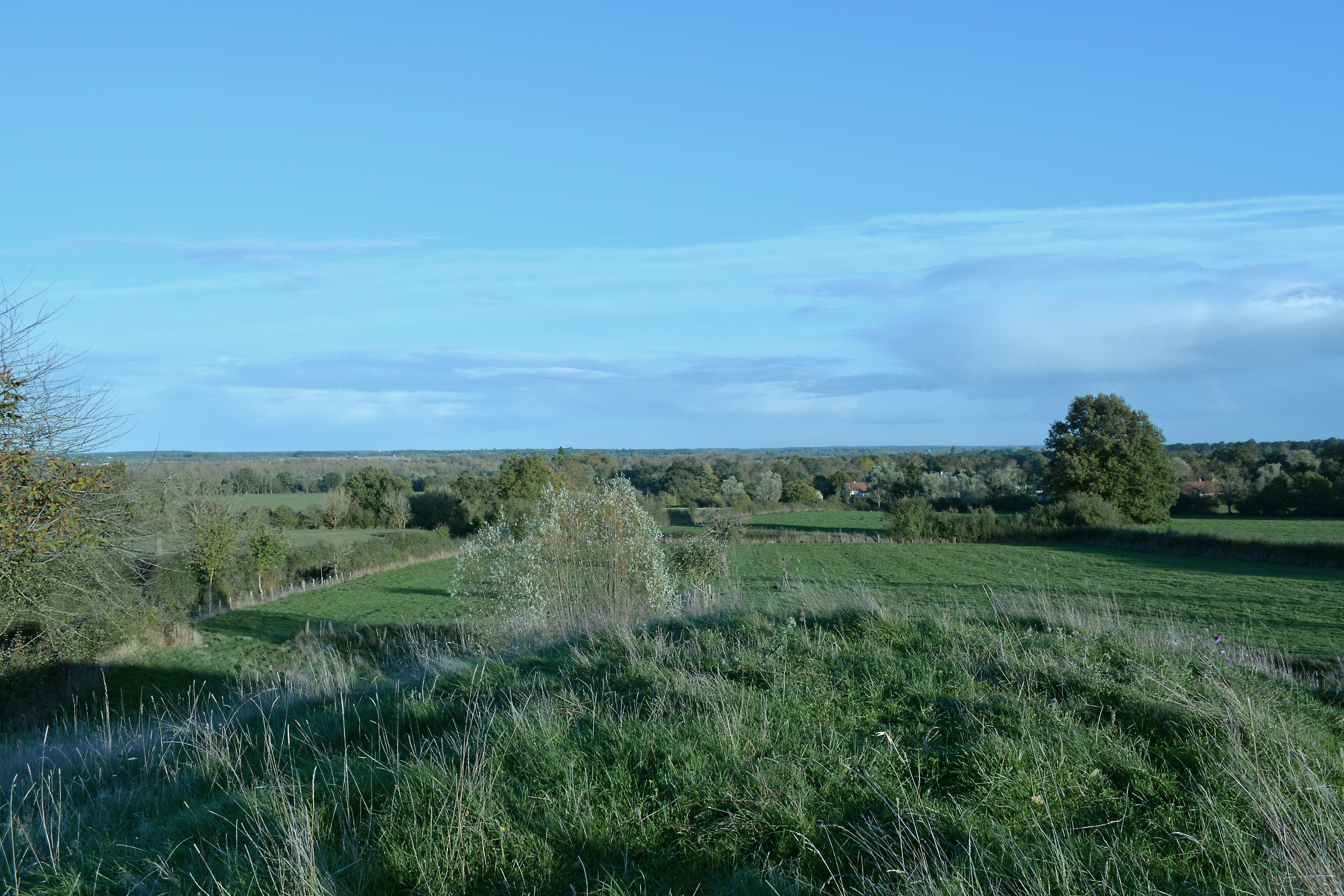
Site de Belleperche, commune de Bagneux (Allier), vu à partir du haut de la motte castrale.

Longtemps, on a attribué à toute élévation artificielle de terre, le nom de « motte », quelles que soient la forme et l'utilisation ancienne de l'objet. Depuis une trentaine d'années, sous l'impulsion de chercheurs (historiens ou archéologues) comme André Debord ou Michel de Boüard, les mottes castrales ont cessé d'être une « curiosité d'antiquaires pour devenir un véritable objet de recherche scientifique ».

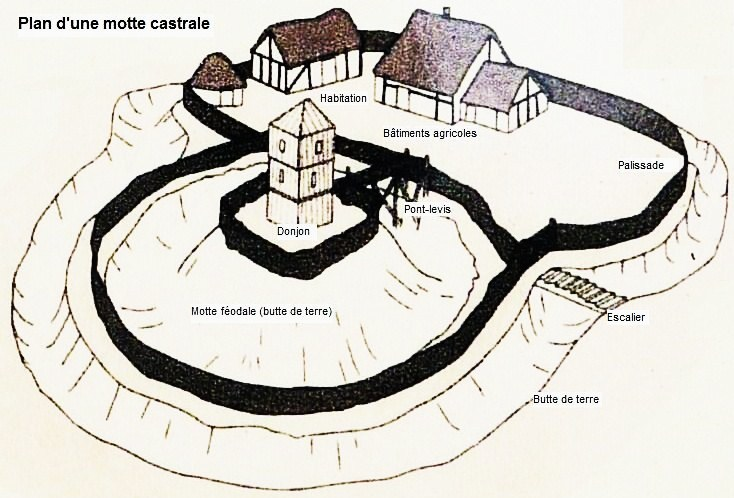
Plan d'une motte castrale.

Les mottes castrales — comme leur nom l'indique — sont désormais assimilées aux châteaux malgré l'avis de certains historiens non archéologues. Dans une première période, le château a changé de vocation puisqu'il ne s'agit plus d'un simple retranchement défensif comme on en a construit au cours du haut Moyen Âge (tels les castra érigés contre les Normands). À partir du Xe siècle, il répond toujours en premier lieu à la fonction défensive, mais devient progressivement « la résidence fortifiée d'un puissant et de son entourage ». À ces deux usages, le castellologue Philippe Durand ajoute l'aspect symbolique. En effet, l'architecture et le décor contribuent à « mettre en évidence la classe aristocratique et son rôle dans la société ». Autrement dit le château de l'an mille remplit trois fonctions : la résidence seigneuriale, la défense (naturelle ou passive) et enfin le symbolisme culturel et social.
Du point de vue matériel le château à motte se caractérise par deux éléments principaux : la motte et la basse-cour. La motte est un tronc de cône aux flancs pentus, dont l'inclinaison est globalement la même (30°) et dont la hauteur se situe entre 4 et 15 mètres. La hauteur semblait indispensable puisqu'au milieu du XIIe siècle, l'archidiacre de Thérouanne écrivait :

« Les hommes les plus riches (…) [de Flandre] ont coutume d'élever (…) une motte aussi haute que possible (…) de creuser tout autour une fosse. »

— Gauthier de Thérouanne, Vita Johannis, episcopi Tervanensis, 1150., 
Bien qu'aucune n'ait été conservée, on sait qu'une tour de bois était emmottée sur le sommet, souvent entourée d'une palissade ou encore d'un muret comme au château d'Olivet (Grimbosq, Calvados). De nombreuses fouilles archéologiques ont révélé que les mottes étaient des édifices artificiels (ou partiellement), généralement faits de terre ou de gazon, structurées en couches de consolidation et érigées rapidement. Sur la tapisserie de Bayeux, une vignette montre des paysans[Quoi ?] bâtissant la motte d'Hastings (Hesteng ceastra). On pense qu'avec les moyens de l'époque, 2 000 jour-homme, soit vingt journées avec cent travailleurs ou trois mois avec trente ouvriers, pouvaient suffire à la construction d'une motte castrale. Le cône avait un volume total de l'ordre de 5 000 m3. En moyenne, les mottes avaient un diamètre à la base de 30 mètres, un diamètre sommital de 10 m, une hauteur de 6 à 12 m, un tertre avec une pente de 35 à 55°, surmonté d'une tour de 15 à 25 m.

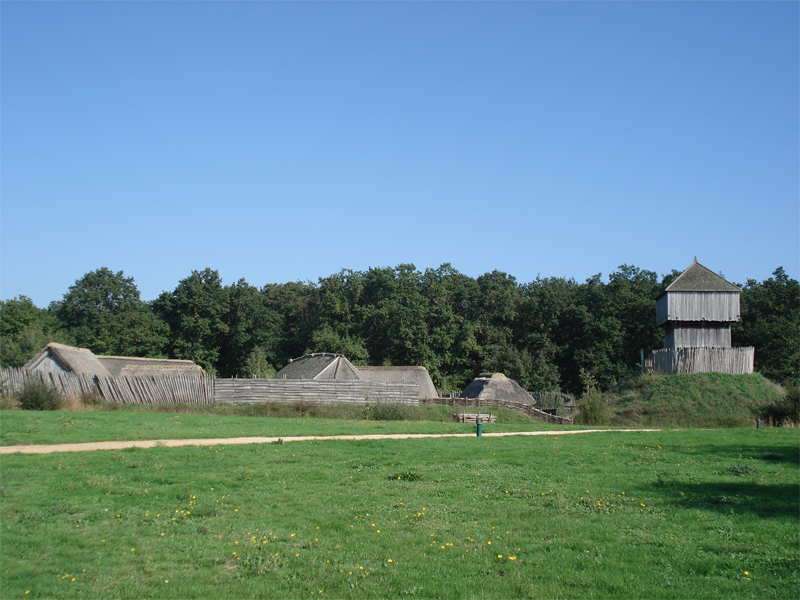
La motte dominant sa basse-cour comprenant un logis seigneurial, un logis des chevaliers et des bâtiments agricoles. Site de Saint-Sylvain-d'Anjou, reconstitution d'une motte du XIe siècle.

À son pied on retrouve souvent (mais pas toujours) la marque de la fonction résidentielle de l'ensemble fortifié : la basse-cour. Encore appelée bailey ou Vorburg, c'est un espace délimité par une enceinte et surtout en position inférieure par rapport au donjon de la motte. La basse-cour renfermait les bâtiments nécessaires à la vie du château comme des granges ou écuries. « La basse-cour (…) forme avec la motte un ensemble indissociable, ce que le vocabulaire britannique exprime fort bien dans la dénomination motte and bailey ».
Les archéologues classent habituellement les mottes en trois catégories :
- les mottes bâties sur un accident naturel à l'abri, par exemple un rebord de plateau, une colline… ; elles sont plutôt courantes dans les régions montagneuses (Auvergne, Languedoc) ;
- les mottes totalement artificielles, en terrain plat et sans appui extérieur du relief (Husterknupp) ;
- les mottes — exemples plus rares — qui forment une variante des deux précédentes, « une levée de terre annulaire », renforcée par une palissade.

Depuis une quarantaine d'années, l'archéologie aérienne permet aux archéologues un travail de prospection facilité et performant. En France, c'est Roger Agache qui a permis de développer cette méthode au sein de la recherche historique. Spécialisé dans un premier temps sur les villae picardes, il a finalement relevé toutes les traces des anciennes constructions qu'il a pu identifier dans les contrées rurales de Picardie à partir de cinq indices révélateurs :
- indices topographiques : la structure du paysage ;
- indices sciographiques : les ombres portées selon le reflet du soleil ;
- indices phytographiques : les anomalies des cultures ;
- indices hygrométriques : les anomalies de l'humidité du sol ;
- indices pédologiques : les anomalies des sols.

Certaines mottes castrales ont été répertoriées grâce à ce système : dans les zones boisées, c'est généralement le fossé qui, par ses dimensions, permet une modulation de la cime des arbres. L'opération se révèle plus délicate en rase campagne, où les ouvrages castraux de l'an mil ont été pour une grande partie d'entre eux arasés par les labours et les remembrements successifs. Les photos sont très utiles à la recherche, mais seuls les fouilles ou les arasements permettent de dater et d'analyser les habitats seigneuriaux.
Il ne faut pas négliger les indices toponymiques, survivances dans des noms de lieux d'une motte disparue ou dissimulée. Nombreux sont les noms de villes et villages comme La Motte-Tilly, Lamotte-Beuvron, (voir la liste des communes La Motte ou Lamotte), ainsi que les innombrables lieux-dits la Motte, le Mottier, etc. Cette prolifération montre bien l'importance de l'implantation du phénomène.

## Datation, nom et diffusion du phénomène

### Le système castral du premier âge féodal (fin duXesiècleà fin duXIIesiècle)

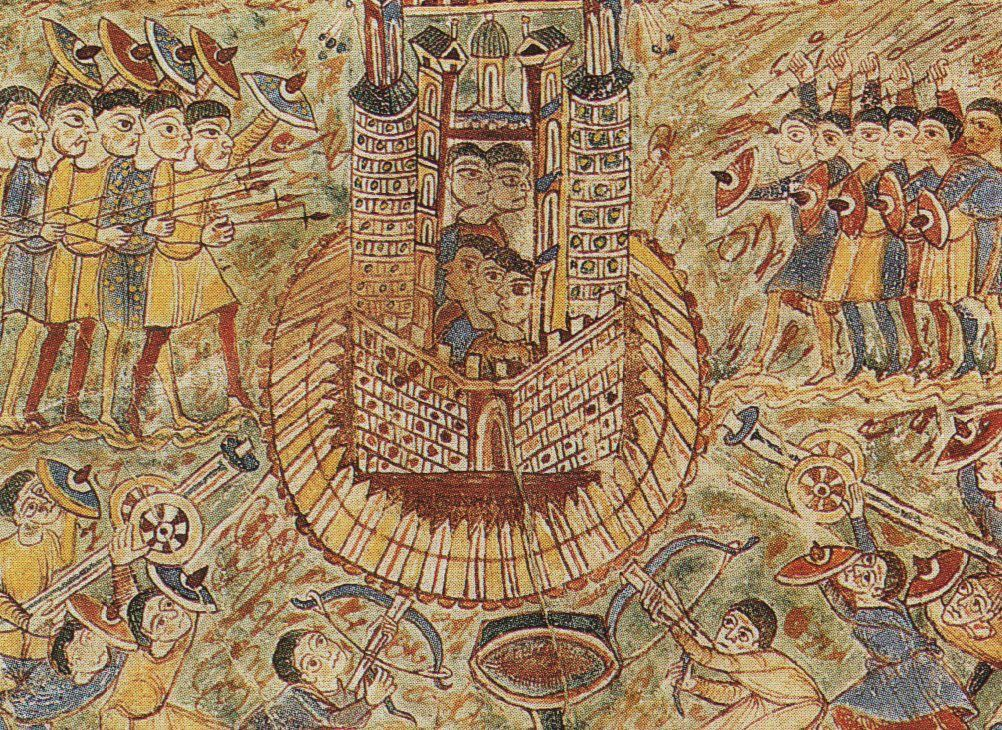
« La Citadelle assiégée », Commentaire d'Ezéchiel (manuscrit carolingien, Xe siècle, Bibliothèque Nationale de France, Paris).

Une des grandes questions historiographiques reste la datation du moment précis de l'apparition de la motte castrale. Certains historiens auraient tendance à dater ce moment au début du Xe siècle voire vers la fin du IXe siècle. On sait qu'au haut Moyen Âge déjà des castra, souvent aménagés sur le site des oppida gaulois, avaient servi de lieu de refuge notamment en Saxe à l'époque des conquêtes de Charlemagne. Mais la question se pose de savoir à quoi ressemblaient ces forteresses. Cette défense restait sommaire et offrait un caractère linéaire.
Certains historiens, comme Jean-François Maréchal, ont prétendu que les mottes auraient été une « invention » exportée par les Vikings, ce que d'autres ont réfuté totalement puisque les premiers spécimens connus en Scandinavie ne dateraient que du XIIe siècle,. Néanmoins, quelques indices peuvent laisser planer le doute. Au Danemark, plusieurs camps circulaires datés des IXe et Xe siècles ont été découverts. Sans avoir apporté le concept fini, les Normands auraient pu suggérer une forme d'organisation circulaire autour de 900, adaptée aux réalités de l'époque en pays franc.
Longtemps, et encore maintenant, les mottes ont été considérées comme servant de support élevé à des tours de guet plus ou moins fortifiées et même comme des défenses plus symboliques qu’efficaces. C’est ignorer, selon Jean-François Maréchal, leur fonction militaire primordiale. En effet, ces buttes de terre auraient-elles pu supporter de telles constructions massives de pierre ou de bois sans que celles-ci ne se fussent mises à pencher comme la célèbre tour de Pise ? L’explication fournie par J.-F. Maréchal conteste cette vision simpliste et pourtant répandue du donjon « sur motte » pour redéfinir la motte : celle-ci ne peut, en réalité, qu’être un « emmottement » ou talutage, comme on le voit sur la tapisserie de Bayeux, d’une tour édifiée sur le sol plan pour préserver ses murs des attaques de bélier (cf. la figure ci-contre de la Citadelle assiégée), de la sape ou du minage et de l’approche des beffrois roulants. La terre fraîchement rapportée d’une telle butte aurait dû, dans le cas de l’édification du donjon sur la motte, normalement attendre environ cinquante ans pour être suffisamment tassée et pouvoir supporter une telle masse… En conséquence, pour cet historien, la motte est à l’origine du donjon : la terre des fossés rejetée contre les murs a obligé à surélever l’habitation qui est ainsi devenue une tour à étages, comme à Doué-la-Fontaine (Maine-et-Loire), où les fouilles de Michel de Boüard ont révélé un tel processus confirmant celui de la célèbre Tapisserie. Ces « donjons à motte » (et non plus « sur motte ») représentent-ils, comme on le croit encore généralement, un phénomène de défense paysanne spontanée contre les invasions nombreuses et persistantes à cette époque ? Selon cet historien, ne sont-ils pas plutôt de vrais fortins, comme ces « Terpen » frisons, en tous points identiques aux mottes dont ils seraient l’archétype, qui auraient été conçus, dès avant l’ère chrétienne, pour lutter à la fois contre les assauts de la mer et ceux des pirates aux Pays-Bas et au nord-ouest de l’Allemagne ? Et, poursuit cet auteur, n’auraient-ils pas pu ensuite être copiés et perfectionnés par ces pirates et conquérants du nord qu’ont été les Vikings, leurs voisins, qui les ont envahis en premier lieu ? Ceux-ci, ainsi que les Normands, ne sont-ils pas allés partout en Europe et n’auraient-ils pas pu ainsi diffuser ce nouveau mode de fortification tellement rapide et efficace qu’il aurait été ensuite adopté dans les pays envahis et largement utilisé dans le cadre des guerres féodales ? En dehors de cette explication avancée par Maréchal, il n’y a pas d’autre « vecteur » possible à cette diffusion soudaine et générale de la motte en Europe ! Il y a bien, certes, des centaines de mottes au Danemark, mais beaucoup moins en Suède et très peu en Norvège ; on en a retrouvé récemment plusieurs dans ces pays (même en Finlande, à Porvoo, par exemple) et où on les confondrait encore avec les tumulus, et, en l’état actuel de recherches très peu avancées, elles ne seraient pas antérieures au XIIe siècle. Mais cette datation concerne seulement quelques exemplaires et est, de plus, basée uniquement sur la typologie de la poterie avec une marge d’erreur reconnue de cinquante à cent ans qui fait qu’elles pourraient être bien plus anciennes (se reporter aux travaux cités à la note 19).
Pour la plupart des chercheurs, surtout les archéologues, la motte castrale serait apparue « dans les dernières décennies du Xe siècle ou les premières du XIe siècle », si l'on en croit A. Debord, thèse confirmée par les fouilles entreprises jusque-là. À ce propos, M. de Boüard ajoute que « les historiens (…) qui n'ont pas fait l'expérience du travail de terrain, sont beaucoup plus portés que nous, archéologues de terrain, à vieillir l'origine de la motte ». Quoi qu'il en soit, en l'an mil la motte fait partie du paysage de l'Occident chrétien et sa fin, plus certaine, est estimée entre l'extrême fin du XIIe et le début du XIIIe siècle selon les régions.

### La motte dans les archives
Les documents contemporains donnent peu de renseignements sur les mottes castrales. Une remarque intéressante est conservée dans le Livre des Miracles de Saint-Bertin. Voici ce que dit le scribe à propos du siège de Saint-Omer par les Normands au milieu du IXe siècle :

« Les Normands se dirigèrent vers la petite forteresse élevée, (…) au lieu appelé Sithiu, (…) forteresse construite pauvrement, faite de bois, de terre et de gazon, mais très habilement et ainsi très solide. »

— Anonyme, Livre des Miracles de Saint-Bertin, milieu du IXe siècle.
Curieusement, il s'agit de caractéristiques structurelles de la motte de l'an mil, mais il n'est pas certain que c'en était une.

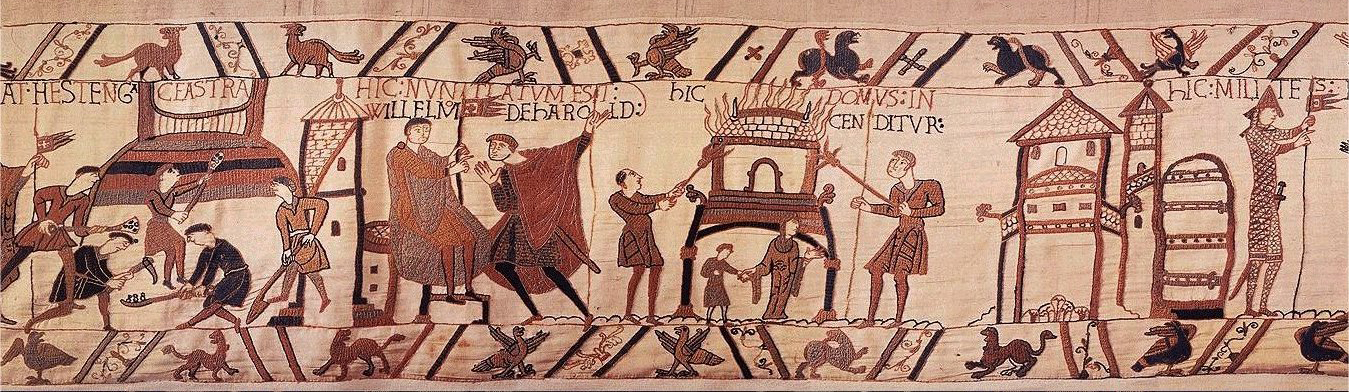
Dès leur débarquement sur le sol anglais, les Normands construisent une motte (à gauche en forme de dôme). Tapisserie de Bayeux, fin du XIe siècle.

En revanche, la tapisserie de Bayeux offre également un témoignage sur la question. Après les historiens, les archéologues se sont intéressés à la broderie en constatant la parfaite correspondance des mottes castrales de Bretagne avec celles de leurs fouilles et des textes. Le document montre la scène 45, où Guillaume harangue ses troupes et sa légende « Celui-ci ordonna d'édifier une fortification près du camp d'Hastings », qui montre l'édification d'une motte. Les terrassiers creusent un fossé périphérique, utilisent les déblais pour former un cordon de terre qui est comblé pour élever une butte tronconique. La plate-forme en bois de la motte est ceinturée d'une palissade constituée de pieux jointifs en bois et appointés. De même, toujours sur la tapisserie, la scène 19, montre le siège de la motte de Dinan.
Castrum et castellum sont les termes que les textes mentionnent généralement pour évoquer les fortifications. Les mottes sont bien sûr incluses dans cette catégorie, mais le terme est si répandu qu'il ne permet pas de faire la distinction. Il ne faut pas non plus chercher dans le terme motta, qui apparaît dans une donation faite au monastère Saint-Ambroise de Milan en 836, une traduction telle qu'on la connaît aujourd'hui. Motta paraît avoir désigné avant l'an mil une simple motte de terre. Il faut attendre le milieu du Xe siècle, les œuvres de Flodoard de Reims lui-même suivi de Guillaume de Jumièges, pour que munitio, synonyme de retranchement, « annonce un changement ». M. de Boüard en conclut qu'en langue vulgaire motta désignait probablement les mottes castrales mais le terme n'apparut sous la plume des clercs que vers 1140 avec Orderic Vital et Suger.

### Diffusion de la motte et émergence des châtelains

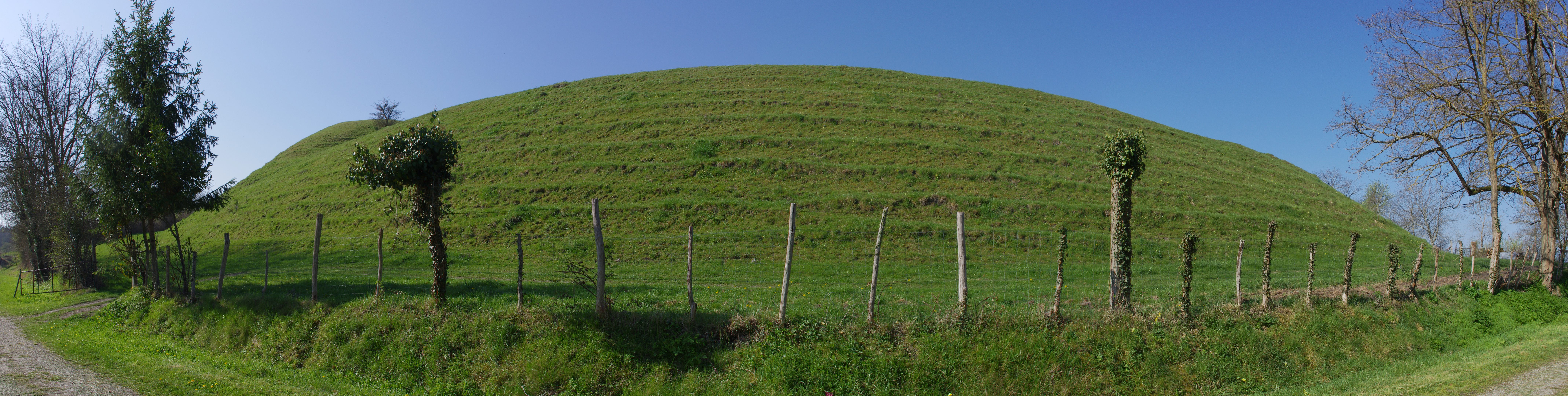
Motte castrale de La Chapelle-Grésignac, Dordogne, citée dès 1243 sous le nom de "Castrum de Greziniaco".

La motte castrale serait donc apparue aux alentours de l'an mil entre la Loire et le Rhin, le phénomène s'étant répandu dans tout l'Occident chrétien au cours des XIe, XIIe et XIIIe siècles selon les régions. En Angleterre (Guillaume le Conquérant à partir de 1066) tout comme en Sicile (Robert Guiscard à partir de 1061), ce sont les Normands qui introduisirent le château à motte, inconnu dans ces régions avant la seconde moitié du XIe siècle.
Le principal atout des mottes castrales est la simplicité et la rapidité de construction, avec des matériaux peu coûteux et disponibles partout. Faciles à construire, elles peuvent l'être par des paysans corvéables, ce qui correspond aux possibilités économiques de la châtellenie naissante. Elles sont des fortifications amplement suffisantes pour répondre aux enjeux militaires des IXe et Xe siècles : contrer les raids de pillage menés par des troupes peu nombreuses et très mobiles.
Ces tertres défensifs n'apparaissent pas n'importe quand. Ils découlent de la logique d'une société médiévale qui évolue : à partir de 980, le royaume des Francs est secoué par la « révolution aristocratique » qui remplit les campagnes de châteaux. Ces derniers sont soit d'emblée privés, soit publics. Mais surtout, autour d'eux, prolifèrent de nouvelles « coutumes ». L’empire carolingien se désagrège dès le milieu du IXe siècle. Avec l'arrêt de l'expansion territoriale, les empereurs n'ont plus de nouvelles terres ou charges pour rétribuer leurs vassaux et n'ont donc plus prise sur eux. Peu à peu, ils doivent leur concéder la transmission héréditaire de terres et de charges, puis une autonomie de plus en plus grande. D'autant que Charlemagne est conscient qu'envoyer tous les hommes libres à la guerre au printemps chaque année est préjudiciable économiquement, car il a besoin de leur présence pour que les travaux agricoles soient conduits de la manière la plus efficace possible (il a au minimum besoin d'eux pour coordonner leurs esclaves). Il introduit par capitulaire la possibilité de ne pas participer à la campagne militaire en contrepartie de l'aide à l'équipement et à la gestion des terres des hommes partis à la guerre. Il se crée progressivement deux groupes sociaux au sein des laïcs, ceux qui combattent (milites) et ceux qui travaillent la terre (laboratores). Nombreux sont les hommes libres qui choisissent de poser les armes pour le travail de la terre, plus rentable. Quand vient le temps des invasions et des guerres privées qui marque la fin du IXe siècle, l'ost carolingien est trop lourd pour répondre aux raids éclairs des Vikings ou des Sarrasins ; la défense s'organise localement autour de châteaux tenus par des groupes de milites. Les laboratores doivent confier leur sécurité au châtelain contre le ravitaillement de ses troupes ou de sa maison. Certains arrivent à conserver leur indépendance, mais la plupart cèdent leur terre à leur protecteur et deviennent exploitants d'une tenure (ou manse) pour le compte de ce dernier.
Dans ces temps incertains d'invasions et de guerres privées continuelles, des habitations viennent s'agglutiner à proximité du château ce qui légitime le châtelain et son exercice du ban seigneurial. Il peut imposer taxes, péages, corvées, banalités (usage imposé d'équipements seigneuriaux à titre onéreux : fours, moulins…) levés par ses sergents. En échange, les vivres engrangés au château pourvoient à la survie des manants (vient du latin manere, demeurer) réfugiés entre ses murs en cas de pillage. Enfin, les amendes prélevées en rendant justice selon le principe du Wergeld (de la loi salique) sont une autre source appréciable de revenus seigneuriaux. Avec l'affaiblissement de l'autorité royale et comtale, les ambitions personnelles se dévoilent, engendrant convoitises et contestations. Les tentatives d'imposer le droit de ban aux marges du territoire contrôlé, et les conflits de succession dus à l'instauration récente du droit d'aînesse, dégénèrent régulièrement en guerres privées, dont pâtit en premier lieu la population rurale.
Les pagi carolingiens ont été éclipsés par un nouveau ressort territorial : le territoire du château (districtus). Les châteaux (les mottes) ne servent plus de refuge ; ils sont le signe de l'autorité, du développement économique et de l'expansion des terroirs. Il s'opère une véritable réorganisation territoriale qui correspond à l'expansion économique de l'époque. Avec la monétarisation de l'économie, des millions de producteurs peuvent et doivent (du fait des cens à reverser au seigneur qui stimulent donc l'économie) revendre leurs surplus. D'où l'explosion du nombre de routes (qui est très largement supérieur à ce qu'il était dans l'antiquité), des marchés, de villages et de la pratique du défrichage. Cette réorganisation territoriale est intimement liée avec la construction des mottes castrales qui protègent ce réseau économique en construction. Rien que pour le pas de Calais, on a identifié 429 mottes dont 280 détruites, à quoi s'ajoutent 99 maisons fortes dont 64 détruites.
Les autorités tentent, dès l'origine, de limiter les velléités de construction de mottes qui auraient pu nuire à leurs intérêts. Il ne faut cependant pas surestimer le pouvoir du roi ou du comte et leur usage, comme l'expliquent les juristes emmenés par Roger Aubenas. On conserve néanmoins des actes qui émanent de cette volonté du commandement d'interdire les constructions fortifiées : le Capitulaire de Pîtres (864) ou encore les Consuetudines et Justicie normandes (1091). Au début du XIIe siècle, Orderic Vital décrit le roi Henri Beauclerc en train de détruire les « châteaux adultérins » (adulterina castella) que les révoltés ont construits à la suite de la crise de succession que connaît la couronne d'Angleterre après la mort de Guillaume le Conquérant (1087).

## Les fonctions de la motte

### Fonctions résidentielle et militaire
La première fonction de la motte castrale clairement identifiable est celle du logement. À partir du milieu du Xe siècle, on assiste au passage de la civilisation du palais à celle du château. Au haut Moyen Âge, le palais est une simple résidence, peu ou pas fortifiée, souvent rurale, que les textes appellent « villa ». Les souverains mérovingiens et carolingiens possédaient des villae royales surtout dans le noyau carolingien (Laon-Soissons-Compiègne). Autour de l'an mille, Robert le Pieux fait édifier des mottes aux périphéries de son domaine (Montlhéry), mais le roi n'y loge pas.

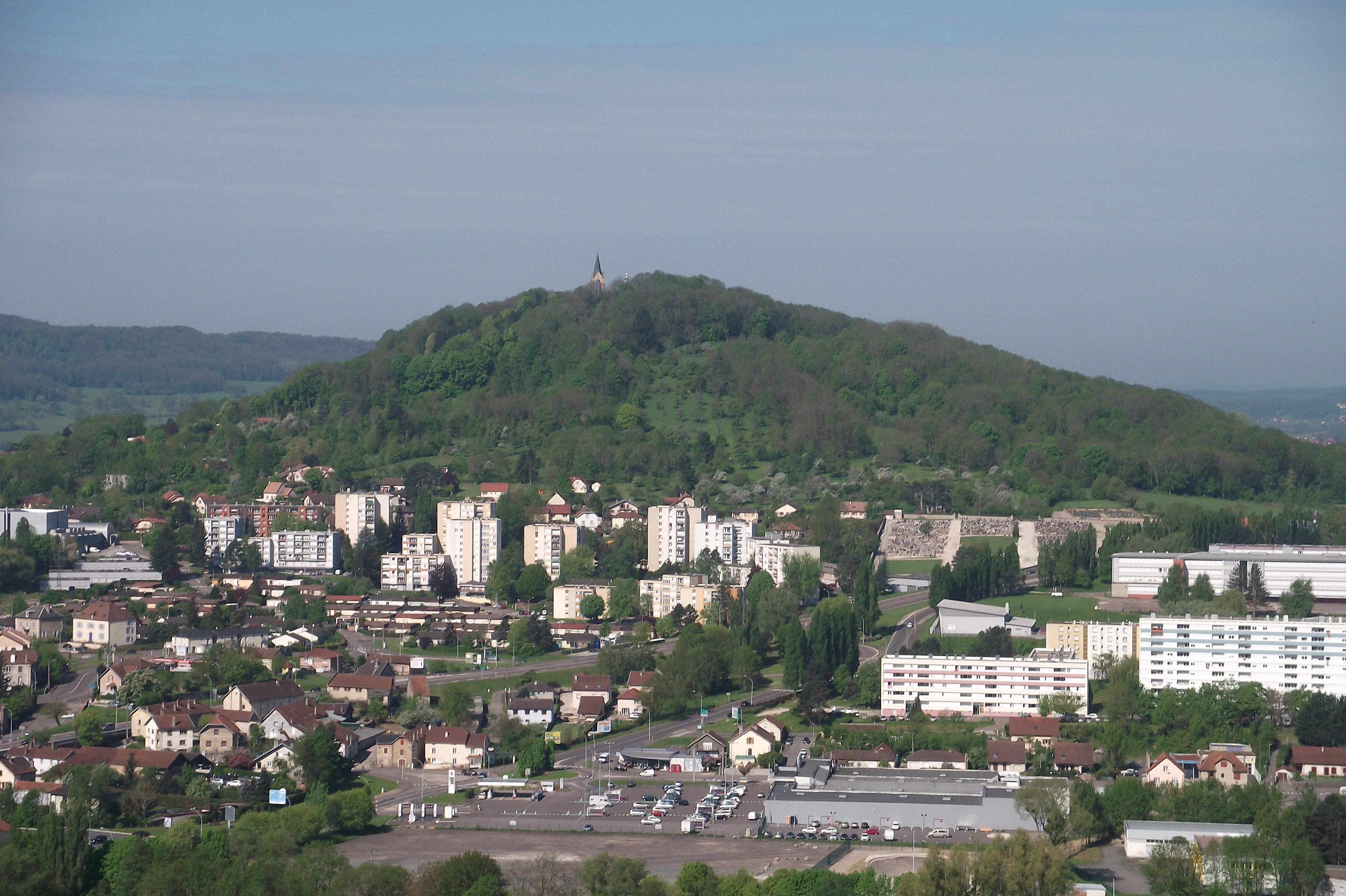
La colline de la Motte surplombe la ville de Vesoul. Durant le Moyen Âge, un château fort nommé Castrum Vesulium fut construit sur cette colline.

Le témoignage du chroniqueur Lambert d'Ardres prouve qu'une construction en bois n’exclut pas un certain confort d’aménagement : plusieurs chambres, logis, celliers, magasins à provisions et chapelle, le tout sur trois niveaux. Pour André Debord, « la motte n’était pas l’habitat caractéristique de la petite chevalerie de village (…) de trop médiocre fortune pour pouvoir fonder une seigneurie châtelaine ». Le chevalier (miles) résidait selon lui « plutôt dans une grosse ferme pourvue de quelques éléments de défense ».
On sait aussi aujourd'hui, grâce à l'archéologie qu'un « château à motte », bâti pour durer, connaissait un certain nombre de phases. En 2004, des archéologues ont découvert une demeure en bois avec tous les vestiges de la vie quotidienne du XIe siècle à Pineuilh (Gironde). Les fouilles ont confirmé une occupation médiévale de la fin du Xe siècle à la fin du XIe siècle. On a déterminé qu'à partir de 978, la première habitation est construite au centre de l'enclos, puis en 981, elle est remplacée par un grand bâtiment assis sur des poteaux de bois, en activité jusque vers 1070. Les fouilles de Doué-la-Fontaine (M. de Boüard), ont révélé aussi le renforcement d'une aula (salle) carolingienne par emmottement de ses murs dont les ouvertures ont été préalablement obstruées et qui ont été surélevés en vue de la transformer en véritable donjon.
Contrairement à une idée reçue, la tour résidentielle en bois au sommet de la motte, n'est pas toujours dépourvue de confort. Elle peut être grande et très confortable, car le bois et la terre sont des matériaux isolants qui peuvent agir de concert lorsque la tour est construite en torchis et colombages. Des tapisseries servent à tendre les appartements, à en déguiser la nudité, à les protéger du froid et les résidents peuvent se chauffer à l’aide de braseros. Des décors sculptés ou peints peuvent orner les murs intérieurs. La tapisserie de Bayeux semble indiquer que ces tours représentées sont soit recouvertes d'un crépi de chaux ou d'un enduit d'argile qui renforcent l'isolation thermique, soit de carreaux en terre cuite, parfois décorés, plus à fonction ostentatoire.
La motte castrale, également siège du pouvoir, peut jouer un rôle militaire. Son succès est dû en particulier à son élévation rapide, grâce à des matériaux abondants et peu coûteux, et à sa défense qui nécessite peu d’hommes. C’est un édifice que les seigneurs se transmettent sur plusieurs générations en l'aménageant autant que nécessaire. Sur le bord de la Canche, on peut remarquer l’importance de la petite chevalerie telle que la famille de Rollepot. Mathieu de Rollepot est qualifié de sire (dominus) dans les années 1240 et son pouvoir est établi, tout comme celui de son voisin, seigneur à Ligny, sur une motte castrale qui, du haut de son talus, domine la vallée de la Canche et le chemin qui menait à l'abbaye de Cercamp. Le pouvoir s’organise également sur une aire d’attraction (districtus) qui varie selon les châteaux. Plus le seigneur de la forteresse est puissant, plus le districtus est large. Dans le cas classique, l’autorité de la motte s’exerce uniquement dans les limites de la seigneurie, soit un kilomètre environ à la ronde. Comme partout ailleurs, les petits seigneurs tentent de s’arroger de nouveaux droits ou d'étendre ceux qu’ils possèdent.

### Extension des terroirs et fonction commerciale

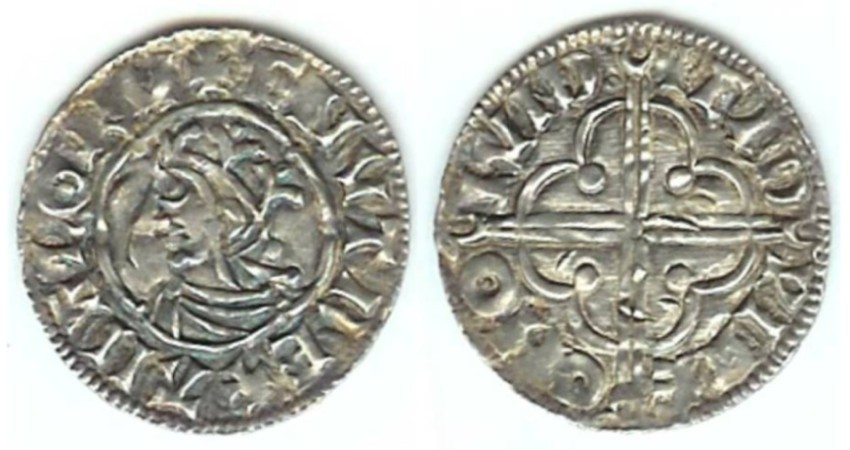
Denier frappé par les Vikings.

Si au IXe siècle les pillages des Vikings ont notablement ralenti l'économie, celle-ci est en expansion soutenue à partir du Xe siècle. Dès cette époque, il devient plus rentable pour les pillards de s'installer sur un territoire, recevoir un tribut contre la tranquillité des populations et commercer que de guerroyer. Les Vikings participent ainsi pleinement au processus de féodalisation et à l'expansion économique qui l'accompagne. Ils doivent écouler leur butin, et ils frappent de la monnaie à partir des métaux précieux qui étaient thésaurisés dans les biens religieux pillés. Ce numéraire, qui est réinjecté dans l'économie, est un catalyseur de premier plan pour la mutation économique en cours. La masse monétaire globale augmente d'autant qu'avec l'affaiblissement du pouvoir central, de plus en plus d'évêques et de princes battent monnaie. Or la monétarisation grandissante de l'économie est un puissant catalyseur : les paysans peuvent tirer profit de leurs surplus agricoles et sont motivés pour accroître leur capacité de production par l'emploi de nouvelles techniques et l'augmentation des surfaces cultivables via le défrichage. L'instauration du droit banal contribue à cette évolution, car le producteur doit dégager suffisamment de bénéfices pour pouvoir verser le cens. Les châtelains réinjectent d'ailleurs ce numéraire dans l'économie, car l'un des principaux critères d'appartenance à la noblesse en pleine structuration est d'avoir une conduite large et dispendieuse envers ses pendants (cette conduite étant d'ailleurs nécessaire pour s'assurer la fidélité de ses milites).

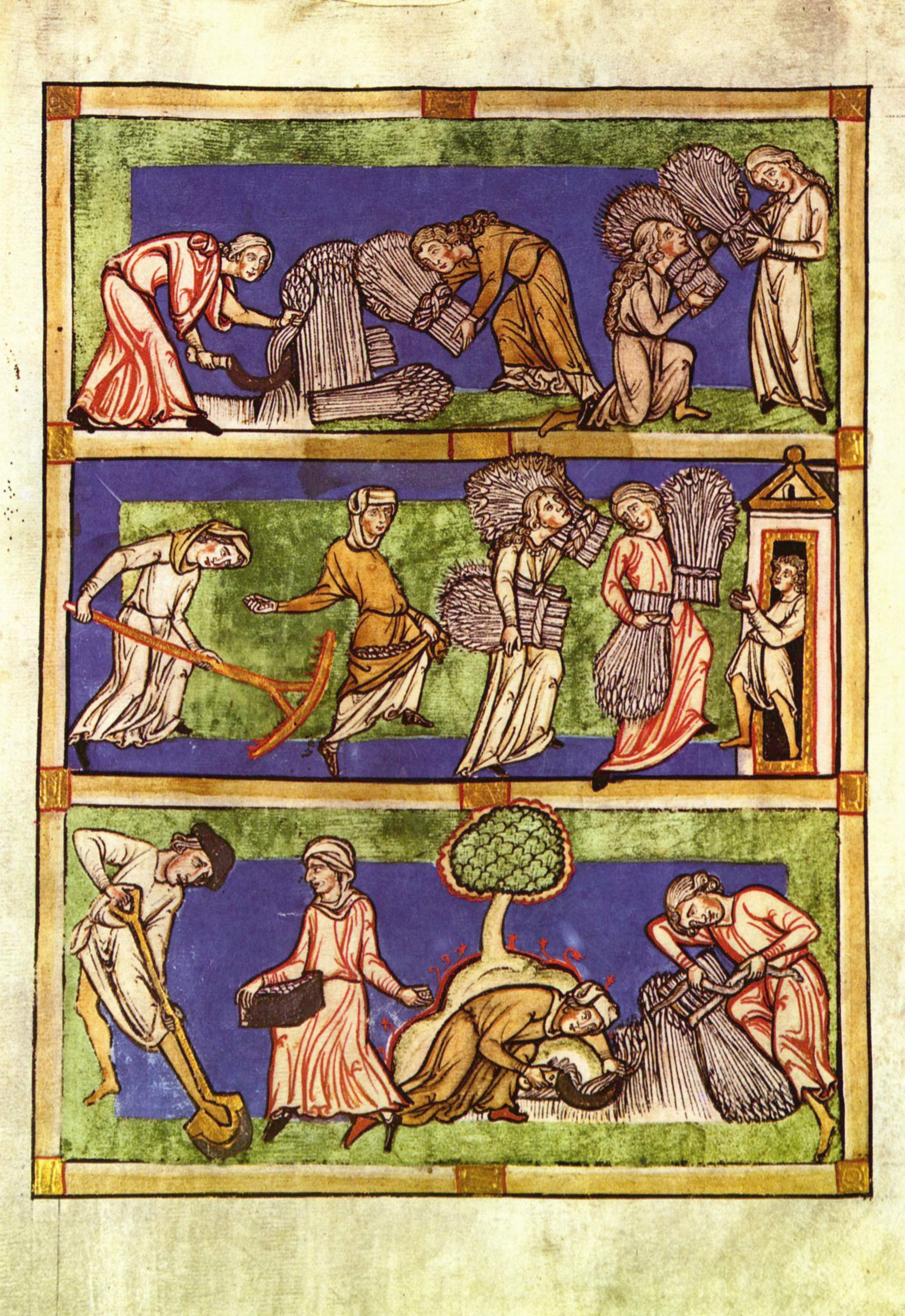
À partir du IXe siècle, l'amélioration progressive de la productivité agricole entraîne une expansion démographique, qui est à la base d'une phase de croissance qui s'accélère à partir de Xe siècle et dure jusqu'au XIVe siècle.

De fait, dans certaines régions, les mottes jouent un rôle pionnier dans la conquête agraire sur le saltus. En Thiérache, c'est « à l'essartage de terres revenues à la forêt qu'est lié le premier mouvement castral ». En Cinglais, région située au sud de Caen, les châteaux primitifs s'étaient installés aux confins des ensembles forestiers. Dans tous les cas, l’implantation castrale en périphérie du village est très courante. Ce phénomène s’insère dans un peuplement linéaire très ancré et ancien qui se juxtapose à des défrichements bien antérieurs au phénomène castral (datant probablement de l'époque carolingienne). Néanmoins, les chartes du nord de la France ont confirmé une activité d’essartage intensive encore présente jusqu’au milieu du XIIe siècle et même au-delà.
La motte castrale a pu être le point de départ d’une organisation ou d’une réorganisation villageoise, ou n’avoir entretenu aucun rapport étroit avec celle-ci. Les mottes castrales sont localisées au bout des villages comme si elles avaient servi de point de départ pour une mise en valeur du terroir. Certains systèmes castraux ne seraient, en dehors des résidences châtelaines, en particulier sur les marges des comtés, que des mottes de défrichement suivant les caractéristiques des « châteaux stratégiques » et dont les finalités politiques viseraient à la mise en culture des terres et même dans certains cas à l’établissement d’un village.
D'autre part, la seigneurie comme le clergé ont bien perçu l'intérêt de stimuler et de profiter de cette expansion économique : ils favorisent les défrichages et la construction de nouveaux villages, et ils investissent d'autant plus dans des équipements augmentant les capacités de productions (moulins, pressoirs, fours, charrues…) et de transports (ponts, routes…) que ces infrastructures permettent d'augmenter les revenus banaux, de prélever péages et tonlieu. De fait, l'augmentation des échanges entraîne la multiplication des routes et des marchés (le réseau qui se met en place est immensément plus dense et ramifié que ce qui pouvait exister dans l'Antiquité). Ces ponts, villages et marchés se construisent donc sous la protection d'un seigneur qui est matérialisée par une motte castrale. Le pouvoir châtelain filtre les échanges de toutes sortes qui s'amplifient à partir du XIe siècle. On voit de nombreux castra implantés sur les axes routiers importants, sources d'un apport financier considérable pour le seigneur du lieu. Pour la Picardie, Robert Fossier a remarqué que près de 35 % des sites localisables en terroirs villageois sont situés sur des voies romaines ou à proximité, et que 55 % des nœuds routiers et fluviaux possédaient des points fortifiés. Autrement dit, la motte n'est pas seulement une simple innovation architecturale, elle s'insère complètement dans la « grande révolution du Xe siècle » que connut l'Occident chrétien et en constitue un élément fondamental comme créateur d'un paysage nouveau.

## Incastellamentoet encellulement

### Incastellamento: la motte en relief montagneux
En 1973, la thèse de Pierre Toubert révolutionna pour longtemps la recherche sur le château de l'an mil. C'était dans la parfaite continuité des études régionales encouragées dès les années 1940 par Marc Bloch. Ainsi le suivirent, André Déléage (Bourgogne, 1941), Georges Duby (Mâconnais, 1953) et Gabriel Fournier (Basse-Auvergne, 1962). Le château fut dès lors considéré dans une approche plus régionale que théorique. On tenta aussi d'étudier le château en rapport avec l'habitat, à l'instar du village médiéval rassemblé au pied de « son » château. Ce phénomène est assez caractéristique de l'ensemble de l'arc méditerranéen et secondairement l'Atlantique, où les exemples de castra villageois ne manquent pas.

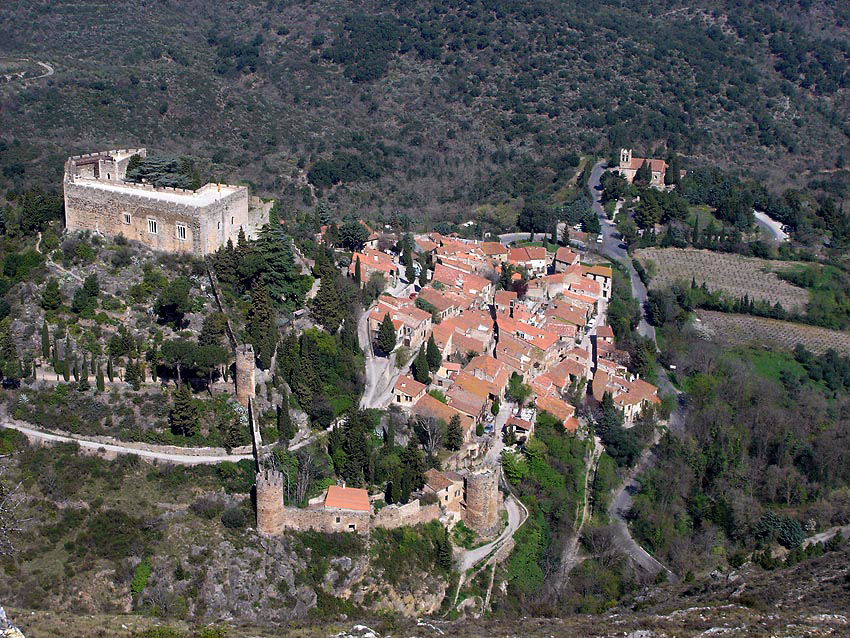
Une motte naturelle, l'éperon de Castelnou (Pyrénées-Orientales).

En quoi consiste l'incastellamento italien ? Le mot francisé en « enchâtellement » désigne l'action de fortifier un bâtiment ou un village. Au départ P. Toubert avait suggéré que cette emprise territoriale était née entre la dernière mention des habitats de type fundus, villa et la première mention de cet habitat comme castrum, soit au cours du Xe siècle . Des recherches postérieures ont montré que ce phénomène émergea bien plus tôt, c'est-à-dire au IXe siècle voire dans la seconde moitié du VIIIe siècle où on note une corrélation entre la reprise démographique et la réorganisation agraire. Le Latium connaît une phase active de construction et de destruction des castrums autour de l'an mil : le château désormais en pierre, se dresse sur un site élevé autour duquel se regroupent l'église et les maisons,.
D'autres régions ont connu le même processus d'incastellamento, avec des variantes locales : ainsi dans la région de Béziers, la chronologie est différente. Bien que Monique Bourin ait remarqué une multiplication des centres fortifiés dès la fin du Xe siècle, « la dispersion de l'habitat reste encore de règle ». D'autre part, elle a remarqué que le perchement villageois n'était pas commun, loin de là. Au milieu des villages fortifiés, Dominique Baudreu a signalé la présence de villages dénués de toute fortification. C'est ce qu'il appelle des points de résistance à l'incastellamento : cette situation est l'indication notable du maintien de possessions ecclésiastiques anciennes « étrangères à la logique châtelaine ».
En Roussillon, le regroupement des hommes au pied de la forteresse est à concilier avec une « occupation du sol et un paysage déjà fortement marqués par le phénomène des celleres (celliers pour les réserves de grain) ». Aymat Catafau a montré que ces derniers étaient des entrepôts paysans situés dans l'espace consacré « généralement de trente pas de largeur entourant l'église », dans lesquels on stockait les récoltes à l'abri des vols. C'est le phénomène castral des années 950-1050 qui précipita l'association des celleres avec le centre fortifié. Le meilleur exemple est le village de Castelnou dont la toponymie castellum novum souligne bien cette réorganisation territoriale de l'an mil. Il est mentionné pour la première fois en 993 dans un plaid où la comtesse Ermengarde dit résider dans ce château d'une dizaine de mètres de haut. Ce dernier est posé sur un éperon rocheux à 320 m d'altitude, dominant le village (lui-même fortifié), étendu en pente douce sur une cinquantaine de mètres. Dans le contexte d'incastellamento, les vicomtes du Vallespir ont à coup sûr regroupé une population attachée à son cellier ancien tout en verrouillant le col qui mettait en relation la plaine et le plateau.
L'incastellamento est plus largement l'aboutissement d'un phénomène démographique, agraire et sociétal en germe depuis le début de l'époque carolingienne. C'est le schéma d'une politique et d'une réorganisation territoriale qui a touché les rives méditerranéennes pour plusieurs raisons :
- d'un point de vue topographique, le relief (Apennins, Alpes et Pyrénées) permet un abri naturel favorisant les sites perchés ; la montagne fournit de nombreuses carrières de pierres qui assurent des châteaux plus solides donc plus efficaces ;
- avant le milieu du XIe siècle, la Méditerranée reste la zone active du commerce européen. On sait que dès le VIIIe siècle, le commerce était déjà actif à Milan et Pavie[79] ;
- la fin de l'occupation sarrasine du Freinet, à la suite de l'expédition des comtes de Provence lors de la bataille de Tourtour en 973, a dû être une période de renouveau dans la société méditerranéenne.

### L'encellulement: rivalité de la motte et de l'église

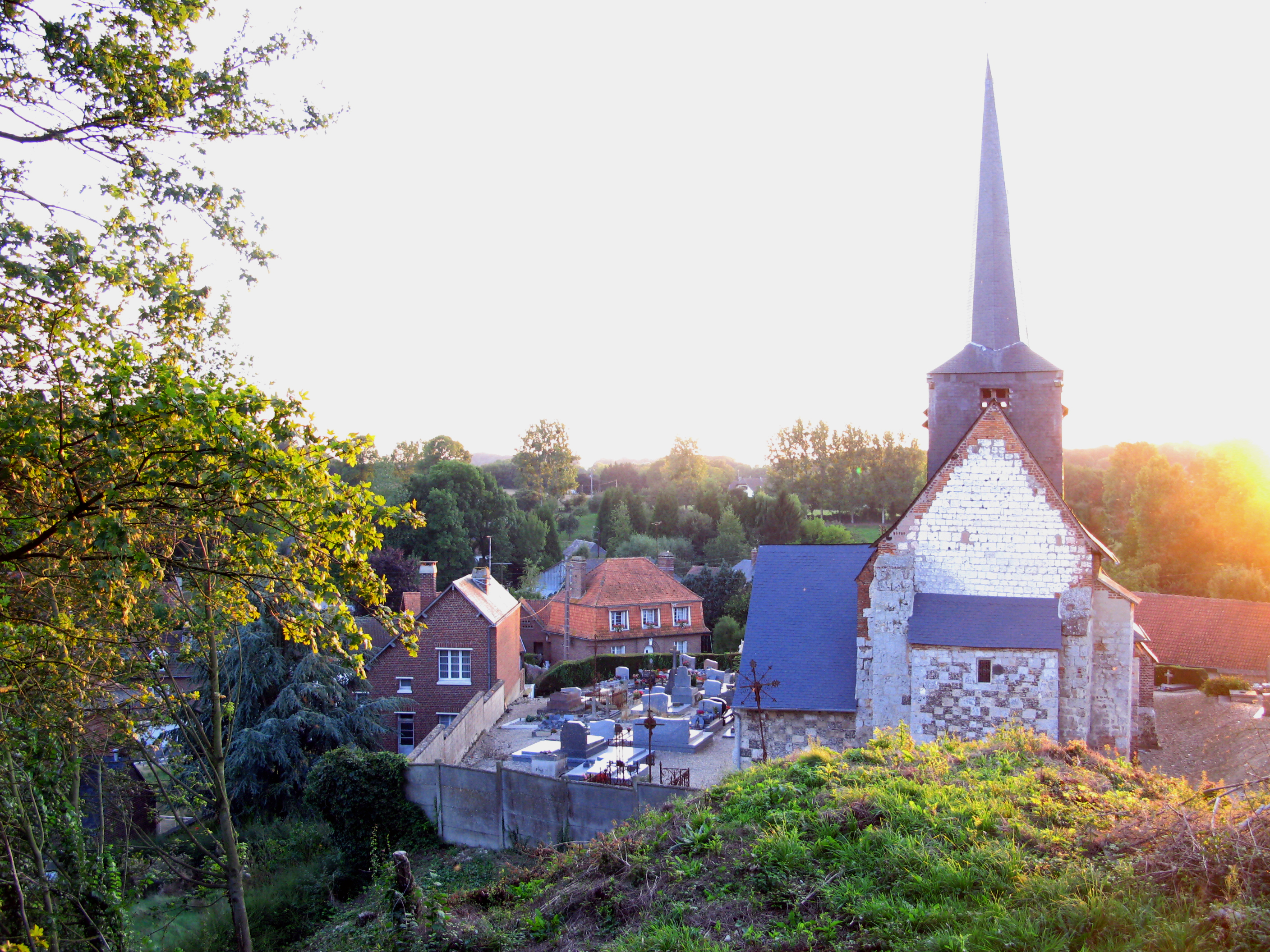
L'église de Maisnières (Somme) vue depuis la motte.

En France septentrionale, la situation est différente. Le relief ne se prête pas comme dans le midi à l’incastellamento, même si certaines mottes sont localisées sur une éminence naturelle. Celle-ci ne contraste pas assez avec le village en contrebas pour que le perchement villageois soit possible. Du point de vue des matériaux, la pierre n'existe pas en quantité suffisante pour que la maçonnerie devienne chose courante dans l'architecture militaire antérieure au XIIIe siècle. Forteresses en bois, donc plus vulnérables, sites de construction peu élevés : rien ne se rapproche de l'incastellamento. Même si les mottes sont connues dans le nord depuis au moins la fin du Xe siècle, le phénomène n' a pas été aussi important que dans les pays méditerranéens. L'une des causes, en dehors de la topographie, en est le démarrage plus tardif de l'activité économique du nord de l'Europe. Celle-ci devient très dynamique à partir du XIIe siècle avec l'émergence de l'industrie flamande du drap. Le centre économique se retrouve transféré de la Méditerranée à la mer du Nord au cours du XIIe siècle. Comme dans le Midi, les villages du Nord subissent à cette époque un remaniement de leur finage.
Pour rendre compte de cette évolution, Robert Fossier a proposé la notion d'encellulement en complément de la notion d’incastellamento, plutôt réservée au Midi. Selon lui, la réorganisation territoriale des campagnes a pu être envisagée grâce à l'intervention de la seigneurie. La sédentarisation dans le Nord n'était pas exclusivement liée à l'implantation castrale mais bien plus à l'église et à son cimetière. La relation motte-église est déterminante, à tel point que certaines églises ont été construites ou reconstruites sur l'ancienne motte castrale. L'église paroissiale est apparue avant le château à motte, peut-être dès l'époque mérovingienne.

Tripartition de la société médiévale : oratores, milites et laboratores.

### Seigneurs et propriétaires fonciers
La mutation impliquée par l'émergence de la motte castrale pose la question du transfert de la jouissance des terres d'une élite foncière à une élite guerrière. Toutefois, le découpage n'est pas linéaire et au fil des donations les grandes propriétés foncières sont extrêmement morcelées et dispersées sur de grandes distances. La zone sur laquelle un seigneur exerce sa protection est trouée d'enclaves autonomes, qu'il prétend soumettre aux mêmes redevances et à la même justice que celles qu'il imposait à ses manants. Dès lors, la revendication du droit de ban et de justice sur les terres d'église ou de propriétaires laïcs, dont les biens et les revenus sont menacés, entraîne un fort mécontentement d'autant que les seigneurs n'hésitent pas à user de violence, intimident ou maltraitent les paysans et se livrent au pillage. On a longtemps prétendu que ce comportement, en entraînant le mécontentement dans la population avait déclenché la paix de Dieu, laquelle se serait inscrite dans un vaste mouvement visant à moraliser la conduite de la seigneurie naissante.

## Disparition des mottes castrales

### Vulnérabilité

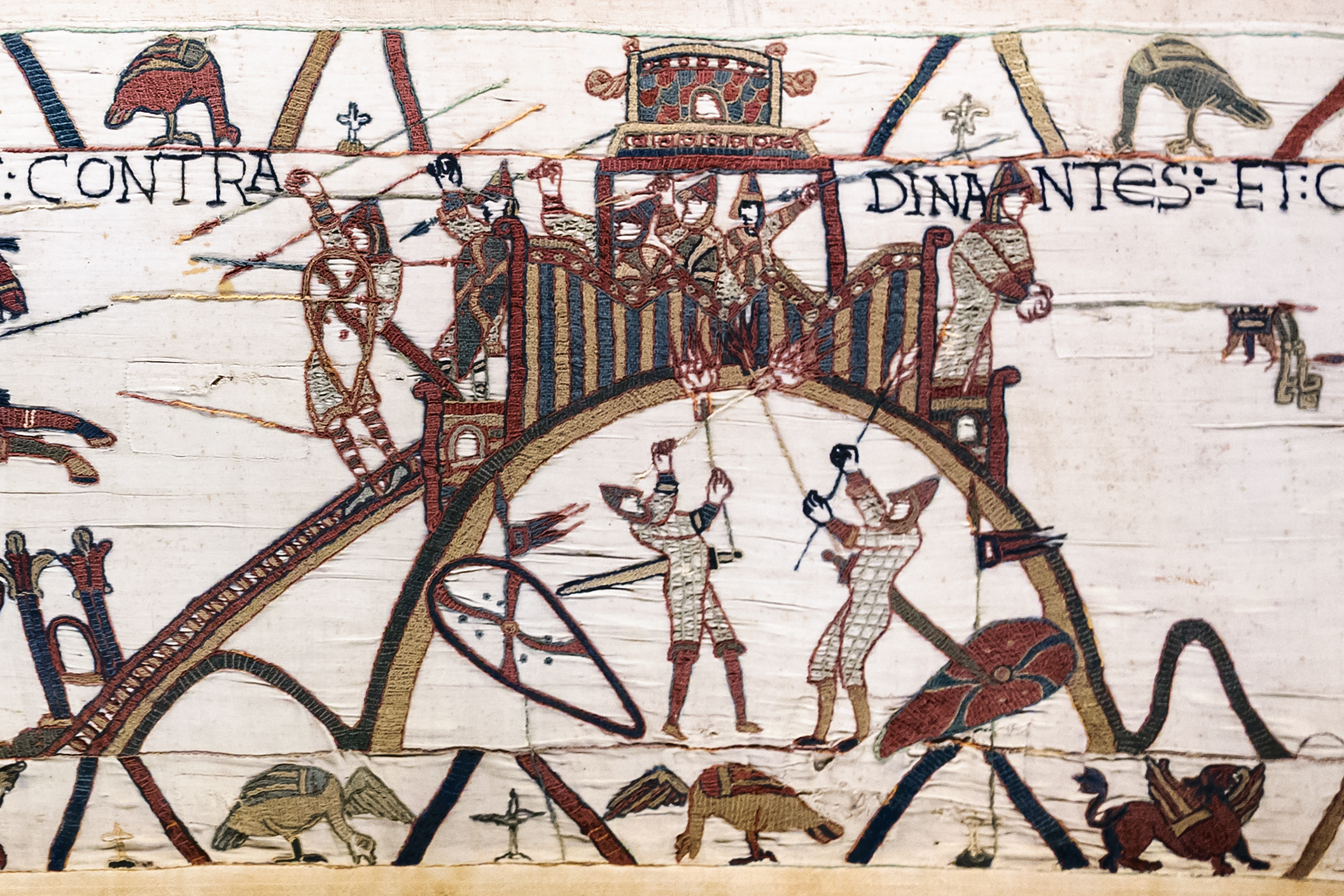
Assaut de la motte castrale de Dinan. Tapisserie de Bayeux, fin du XIe siècle.

Les mottes castrales, simples et rapides à construire, permettent de répondre aux enjeux militaires des IXe et Xe siècles : contrer les raids de pillage menés par des troupes peu nombreuses et très mobiles. Elles sont moins efficaces face à des armées nombreuses ayant le temps d'organiser un siège. L'usage de machines de siège est en effet déjà connu à l'époque comme l'atteste le récit du siège de Paris par les Normands (il s'agit en général de modèles hérités de l'Antiquité), même si leur efficacité est probablement limitée. Machines, béliers et échelades sont employés, mais la principale vulnérabilité de ces édifices en bois réside dans le manque de résistance du matériau face au feu allumé, soit par contact direct soit par des projectiles enflammés. On en trouve l'exemple dans le récit du siège du château de Bennecy par André de Fleury et Raoul Glaber : en 1031, l'archevêque de Bourges lève un véritable ost pour faire appliquer la Paix de Dieu aux seigneurs récalcitrants. Cette armée assiège le château de Bennecy, mais l’assaut tourne au massacre et selon Raoul Glaber 1 400 personnes (essentiellement des paysans qui y étaient réfugiés avec femmes et enfants) périssent dans l’incendie provoqué par les assaillants. La charpente est parfois recouverte de peaux de bêtes fraîchement tuées, de cuir, d'enduit de terre ou de mottes de gazon, mais elle reste sujette à l'incendie.
Cette vulnérabilité au feu est ainsi un des points qui conduisent à la généralisation des châteaux de pierre à la fin du XIIe siècle.

### Évolution vers le château fort

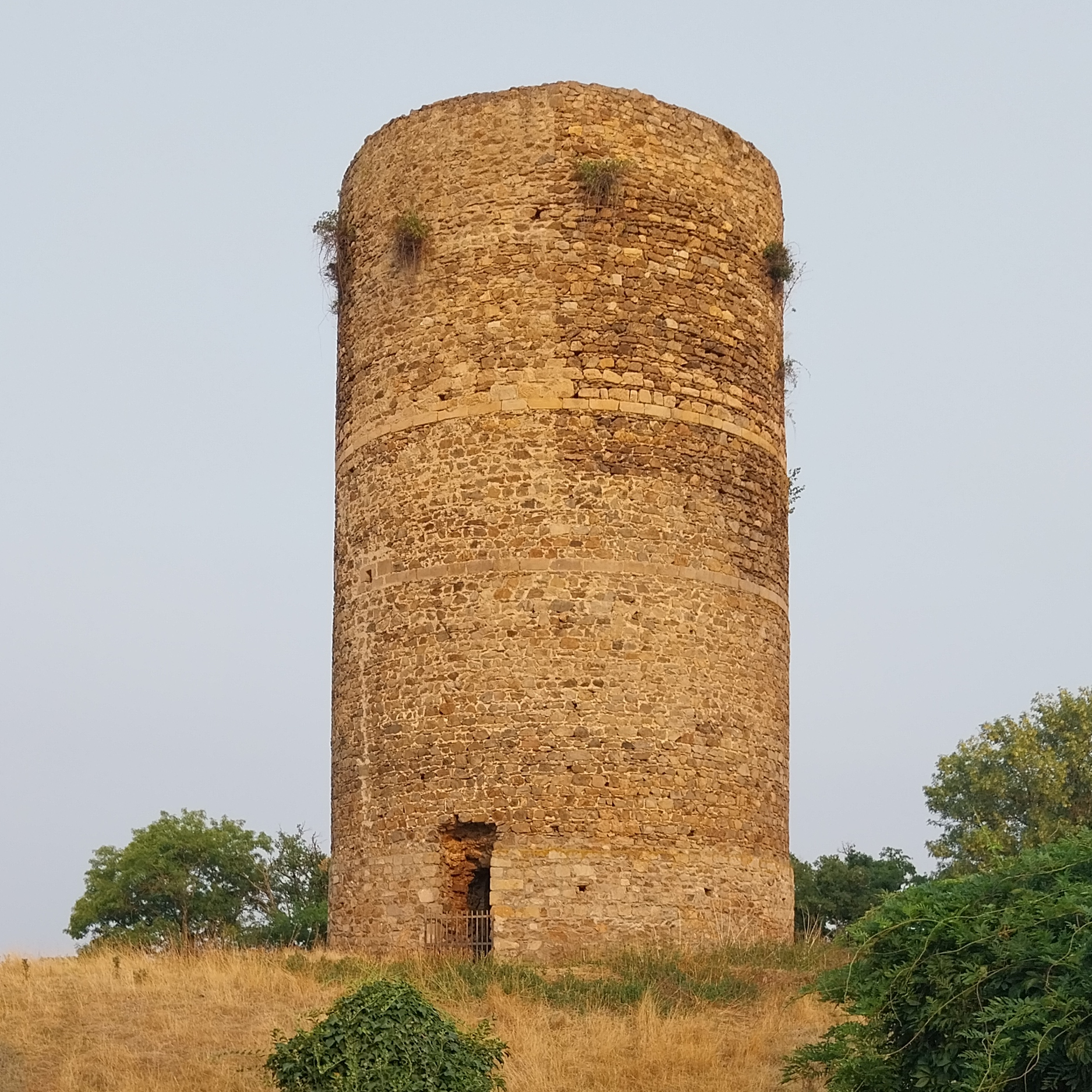
Le donjon de Ronnet (Allier) témoigne de la transition de la motte castrale vers le château fort, le donjon de bois ayant été remplacé par une tour en pierre de même conception vers 1200.

Le succès des mottes castrales s'explique en partie à la facilité de leur réalisation : les matériaux de construction qu'elle nécessite, la terre et le bois, abondent et sont peu coûteux. Les travaux de terrassement, l'abattage et l'équarrissage du bois, ainsi que la mise en œuvre peuvent être l'affaire d'ouvriers non qualifiés, trouvés parmi les serfs corvéables « à merci ».
Le bois est, au début du Moyen Âge, le principal combustible et matériau de construction, disponible aisément à proximité immédiate et facile à transporter par flottage. Au XIIe siècle apparaissent des forges hydrauliques très gourmandes en bois : pour obtenir 50 kg de fer, il faut 200 kg de minerai et vingt-cinq stères (m3) de bois : en quarante jours une seule charbonnière déboise une forêt sur un rayon d'un kilomètre. Au XIIIe siècle, le bois se raréfie et se renchérit du fait des défrichages intensifs réalisés en Occident depuis le Xe siècle. D'autre part, la forêt menace de ne plus remplir son rôle nourricier pour la population, et de terrain de chasse pour la noblesse. Les autorités prennent donc des mesures pour mieux contrôler les défrichages, ce qui contribue encore à augmenter les prix. Le renchérissement du bois conduit à une utilisation plus systématique de la pierre pour la construction et du charbon comme combustible industriel. Au Xe siècle, il était possible d’observer des donjons de pierre installés sur les mottes castrales, mais il fallait attendre en général entre un demi-siècle et un siècle que la motte se tasse pour effectuer ce changement de matériau.
D'autre part, les techniques de siège, les progrès architecturaux, la taille des armées, les moyens financiers engagés ne sont plus les mêmes (d'autant que l'on assiste à une centralisation de plus en plus manifeste de l'État) et une simple motte castrale en bois assure une défense de moins en moins efficace. L'évolution se fait progressivement entre le XIe et le XIIIe siècle vers le château fort en pierre, construit en plusieurs années avec des moyens financiers importants.

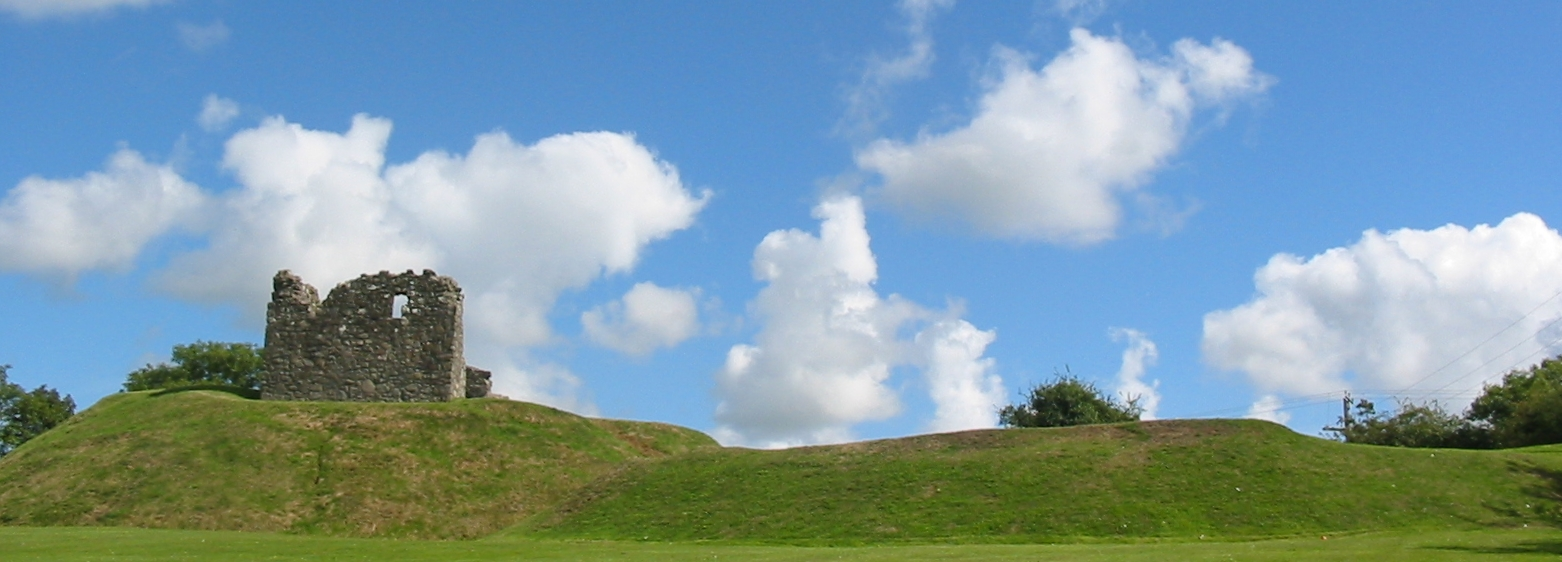
Vestiges de la motte et du château de Clough (Irlande du Nord - XIIIe siècle).

### Un patrimoine menacé

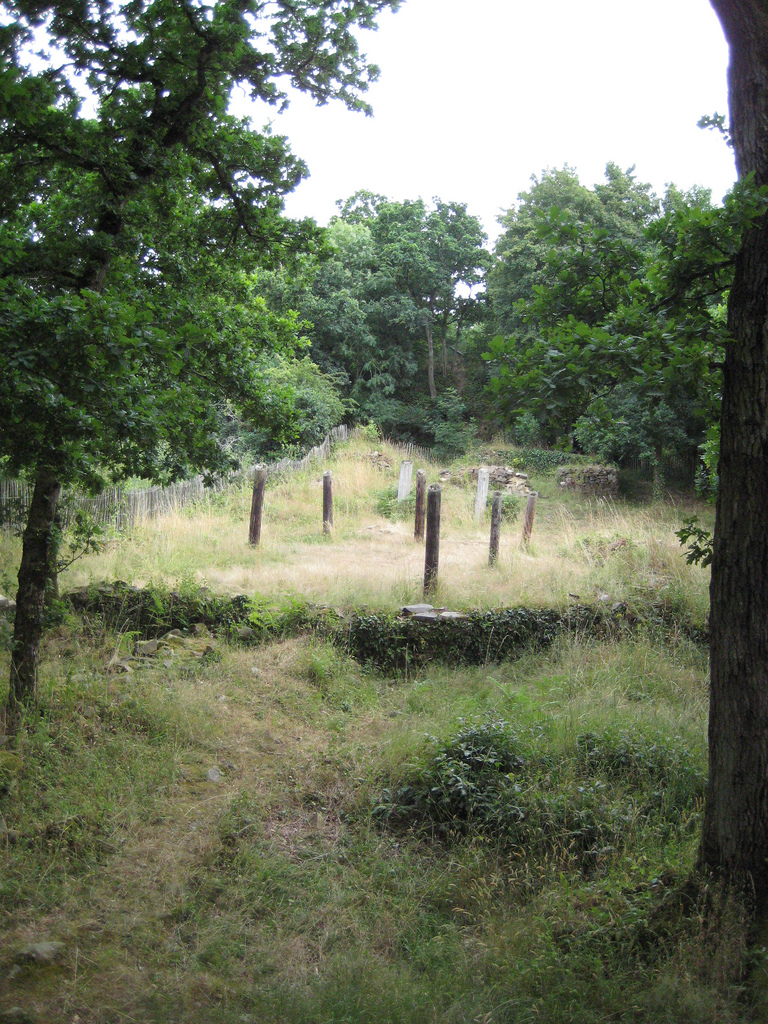
Une mise en valeur en milieu forestier, le château d'Olivet, avec la basse-cour à l'arrière-plan et la motte au fond.

L'érosion naturelle et la main de l'homme ont fait disparaître nombre de mottes et leurs fossés. Rares sont les sites ayant fait l'objet d'une inscription ou d'un classement au titre des monuments historiques. Les vestiges de mottes castrales sont souvent dédaignés par les communes ou considérés comme gênants pour l'aménagement par les propriétaires des terrains les accueillant. Pour cette dernière raison, certains ont été détruits, malgré la loi du 15 juillet 1980 interdisant la destruction de tout site archéologique. Ailleurs, les labours érodent progressivement les micro-reliefs des remparts de terre, les fossés sont comblés par des apports importants de matériaux. Dans les milieux boisés, les travaux forestiers modernes peuvent se révéler destructeurs. Quant aux fouilles clandestines, pourtant interdites par la loi du 27 septembre 1941 réglementant les sondages, elles perturbent ou saccagent les niveaux archéologiques.
Seules la protection légale ou une sensibilisation du public permettent d'éviter ces menaces. Certaines mottes, comme celle du château d'Olivet, dans le Calvados, sont non seulement sauvées, mais aussi mises en valeur par une restauration légère et la mise en place de panneaux didactiques.
Des fouilles réalisées en avril 2012 sur la commune de Mauguio, dans le Sud de la France, ont révélé que la motte castrale au cœur de la ville est à ce jour la plus grande des mottes féodales artificielles connues en Europe. S'il ne subsiste rien de la défense érigée sur cette motte vers 960, la motte a été en partie sauvegardée grâce à l'aménagement d'un jardin public inscrit au titre des Monuments historiques,.

#### Ouvrages
- Pierre Bonnassie (dir.) et Pierre Toubert (dir.), Hommes et sociétés dans l'Europe de l'an Mil, Toulouse, Presses Universitaires du Mirail, 2004 (ISBN 2-85816-719-2).
- Michel de Boüard, Manuel d'archéologie médiévale : de la fouille à l'histoire, Paris, CDU Sedes, 1975.
- Michel Bur, Le château, Turnhout, Brepols, 1999.
- Aymat Catafau, Les celleres et la naissance du village en Roussillon (Xe – XVe siècle), Perpignan, PU Perpignan, 1998 (ISBN 2-905828-97-8).
- André Debord, Aristocratie et pouvoir : le rôle du château dans la France médiévale, Paris, Picard, 2000 (ISBN 2-7084-0601-9).
- André Debord, La société laïque dans les pays de la Charente Xe-XIIe s., Picard, 1984, 585 p. (ISBN 2-7084-0112-2, présentation en ligne).
- Gabriel Fournier, Le Château dans la France médiévale : essai de sociologie monumentale, Paris, Aubier Montaigne, coll. « Sciences Humaines », 1978 (ISBN 2-7007-0115-1).
- Christophe Loiseleur des Longchamps, Les fortifications médiévales dans le canton de Gourdon, Mémoire de Maîtrise. Université de Toulouse - Le Mirail, 1994.
- Hervé Mouillebouche, Les maisons fortes en Bourgogne du nord, du XIIIe au XVIe siècle, PU de Dijon, Dijon, 2002.
- Sébastien Noël et Luc Stevens, Souterrains et mottes castrales : Émergence et liens entre deux architectures de la France médiévale, Paris, Éditions L'Harmattan, 2022, 422 p. (ISBN 978-2-343-07867-0).
- Jean-Pierre Poly et Éric Bournazel, La mutation féodale Xe – XIIe siècle, Paris, PUF, 1980 (ISBN 2-13-036117-X).
- Raymond Ritter, L'architecture militaire du Moyen Âge, Paris, Fayard, 1974  (ISBN 2213000611).
- Pierre Rocolle, Le temps des châteaux forts : Xe – XVe siècle, Paris, Colin, 1994.
- Pierre Toubert, Les structures du Latium médiéval : le Latium méridional et la Sabine du IXe à la fin du XIIe siècle, Rome, École Française de Rome,, 1973 (ISBN 2-7283-0285-5).
- Sous la direction de René Germain, Châteaux, mottes, maisons fortes et manoirs en Bourbonnais, De Borée éditeur, Paris, 2004.
- Michel Brand’Honneur, Manoirs et châteaux dans le comté de Rennes : Habitat à motte et société chevaleresque (XIe au XIIIe siècles), Presses universitaires de Rennes, Rennes, 2001,  (ISBN 9782868475619).

#### Articles
- Mathieu Arnoux, « Châtellenie », Dictionnaire encyclopédique du Moyen Âge, Cerf, Paris, 1997, p. 313-314.
- Michel de Boüard, « Quelques données françaises et normandes concernant le problème de l'origine des mottes », Château-Gaillard, vol. II,‎ 1967, p. 19-26.
- Michel de Boüard, « De l'aula au donjon, les fouilles de la motte de la Chapelle à Doué-la-Fontaine (Xe – XIe siècle) », Archéologie Médiévale, vol. III-IV,‎ 1974, p. 19-26.
- Michel Bur, « Château fort ». In: Encyclopædia Universalis [en ligne].
- Michel Bur, « Vers l'an mil, la motte, une arme pour une révolution », L'Information Historique, no 44,‎ 1982, p. 101-108.
- Michel Colardelle et Chantal Mazard, Premiers résultats des recherches sur les mottes médiévales en Dauphiné et en Savoie, archéologie médiévale, 1979, p. 75-95.
- André Debord, « Les fortifications de terre en Europe occidentale du Xe au XIIe siècle », Archéologie médiévale, vol. XI,‎ 1981, Centre de Recherches Archéologiques Médiévales, Caen.
- André Debord, « À propos de l'utilisation des mottes castrales », Château-Gaillard, vol. XI,‎ 1983, p. 91-99.
- Joseph Decaëns, « La motte d'Olivet à Grimbosq (Calvados) : Résidence seigneuriale du XIe siècle », Archéologie médiévale, XI, 1981, Centre de Recherches Archéologiques Médiévales, 1981.
- Robert Fossier, « Encellulement », Dictionnaire encyclopédique du Moyen Âge, Cerf, Paris, 1997, p. 525.
- Nicolas Lebas, « Quelles fonctions de la motte castrale en France du Nord ? La situation entre Montreuil et Arras (Xe – XIIe siècle) », Bulletin du Haut-Pays, 73, 2007, p. 5-20.
- Pierre Toubert, « L'incastellamento, mode d'emploi », dans es sociétés méridionales à l’âge féodal (Espagne, Italie et sud de la France xe-xiiie siècle) : Hommage à Pierre Bonnassie, Toulouse, Presses universitaires du Midi, 1999 (ISBN 9782810709922, DOI 10.4000/books.pumi.26398, lire en ligne), p. 119-124.
- Les mottes castrales et l'évolution des pouvoirs dans les Alpes du Nord. Aux origines de la seigneurie, Château-Gaillard, Études de castellologie médiévale, XI, Caen, 1983, p. 69-90.